# Algueirão
Algueirão é uma localidade portuguesa pertencente à vila e freguesia de Algueirão - Mem Martins, município de Sintra, distrito de Lisboa.

## Lugares
- Algueirão-Velho
- Algueirão-Novo
- Alto do Mirouço
- A-dos-Ralhados
- Bairro da Boa Vista
- Bairro Lopes
- Bairro Novo do Algueirão
- Bairro dos Três Amigos do Alto Mirador
- Bairro da Cavaleira
- Baratã
- Cabeço da Fonte
- Casal de Vale de Milho
- Casal de São Romão
- Cabecinho da Mó
- Condomínio Casal das Lenas
- Condomínio Fonte do Pinhal
- Condomínio dos Arcos
- Coutinho Afonso
- Entre Vinhas
- Fanares-Gare
- Morés
- Pexiligais
- Quinta da Lagoa
- Recoveiro
- Raposeiras
- Sacotes
- Tapada(de Fanares)
- Torre do Forcão
- Urbanização Casal da Cavaleira
- Urbanização da Cooplame do Algueirão